# Warmonger: Operation Downtown Destruction
Warmonger: Operation Downtown Destruction est un jeu vidéo de tir à la première personne développé et édité par NetDevil, sorti en 2007 sur Windows.